# Bram, Aude
Bram är en kommun i departementet Aude i regionen Occitanien  i södra Frankrike. Kommunen ligger  i kantonen Fanjeaux som ligger i arrondissementet Carcassonne. År 2022 hade Bram 3 252 invånare.

## Befolkningsutveckling
Antalet invånare i kommunen Bram
Referens: INSEE